# Elatostema luxiense
Elatostema luxiense es una especie de planta del género Elatostema, perteneciente a la familia Urticaceae.

## Taxonomía
Elatostema luxiense fue descrita por Wen Tsai Wang en 1982.

## Distribución
Se encuentra en el territorio centro-sur de China.